# Balongsari (Rawamerta)
Balongsari is een bestuurslaag in het regentschap Karawang van de provincie West-Java, Indonesië. Balongsari telt 2914 inwoners (volkstelling 2010).
In het dorp vond op 9 december 1947 het Bloedbad van Rawagede plaats: Nederlandse soldaten onder leiding van majoor Fons Wijnen schoten toen 431 mannen uit het dorp dood, bijna de hele mannelijke bevolking. De Nederlandse soldaten waren op zoek naar een onafhankelijkheidsstrijder. In december 2011 kregen de weduwen van deze mannen van de Nederlandse staat daarvoor naast excuses ook een schadevergoeding van 20.000 euro per persoon. Later bleek echter dat het dorpshoofd van Balongsari de weduwen in december 2011 had gedwongen om de helft van het geld aan hem te geven met het dreigement dat ze anders zouden worden uitgesloten van de dorpsgemeenschap en zouden worden lastiggevallen.